# 早稲田大学スペイン語学会

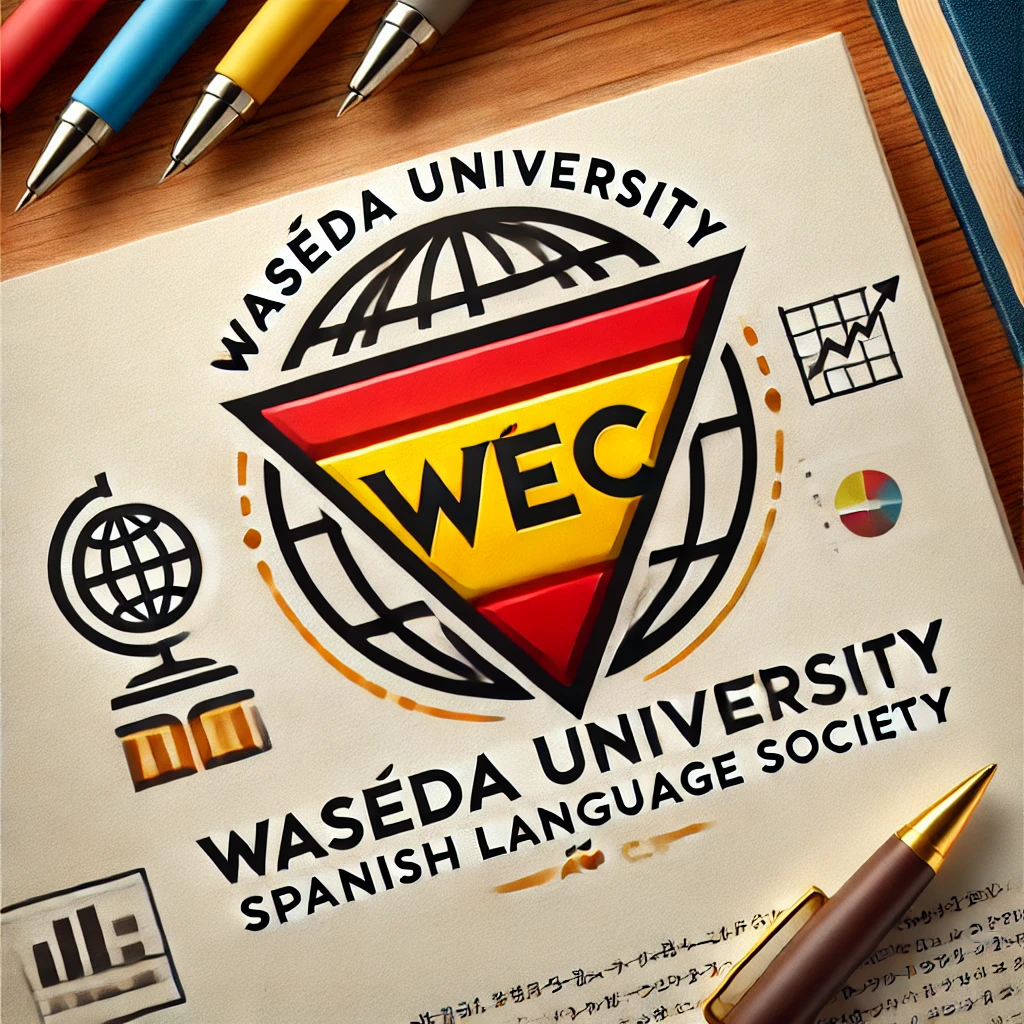
WECのロゴ

早稲田大学スペイン語学会（わせだだいがくスペインごがっかい、英語：Waseda Español Club)は、早稲田大学の公認サークル。
1960年創立。サークルの略称はWEC（ウェック）。

## 概要
同サークルは、スペイン語を学ぶ学生や、スペイン語圏の文化に興味を持つ学生が集まる活動の場である。主に、スペイン語の会話力を高めたり、スペイン語圏の文化や歴史について学んだりすることを目的としている。サークルは、語学のスキル向上を目指すとともに、異文化交流を深め、スペイン語圏の映画や音楽、料理などを楽しむイベントも開催している。

### 主な活動内容
1. 定期的な会話練習会  スペインやラテンアメリカの留学を招いてスペイン語を使った会話練習の機会を提供し、語学力向上を目指します。初心者から上級者まで参加可能で、レベルに合わせたグループに分かれて活動する。
2. 文化イベントの開催  スペイン語圏の文化を紹介するイベントやワークショップを開催し、映画上映会や料理教室、ダンスイベントなどを通じて、メンバー同士でスペイン語圏の文化に触れ合うことができる。
3. 交流会・海外留学説明会  スペイン語圏への留学経験者を招いて、留学生活や現地の文化について学べる交流会を開催します。これにより、留学へのモチベーションを高めることができる。
4. 日本国内・国外のスペイン語圏との交流  サークル活動の一環として、日本国内の他の大学のスペイン語サークルとの交流イベントを行ったり、スペイン語圏の学生との交流会も積極的に開催する。

### 目標・目的
- スペイン語の実践的な会話力を高める。
- スペイン語圏の文化や歴史について深く理解する。
- メンバー同士の親睦を深め、異文化交流を促進する。

### サークルの特徴
このサークルは、語学学習にとどまらず、スペイン語圏の多様な文化を学べる場でもあり、異なるバックグラウンドを持つ学生が集まるため、多文化理解を深めることができる。また、イベントや活動が豊富で、学生同士の親交を深める機会も多く提供されている。

## 歴史
1960年に早稲田大学の学生により「スペイン語研究会」設立。

2025年1月24日、副幹事長の古澤他2名により「スペイン語学会（WEC）」に改名。

## 活動
・スペイン語スピーキングクラス
・文化交流会（スペイン語圏出身の方を招いてのイベント）
・学内外イベントの参加や共催

## 様子
早稲田大学スペイン語学会のメンバーは、スペイン語を学ぶ意欲とやる気を持った学生たちが一緒に活動しており、初心者から中級者まで広く参加できる環境が汎用されている。

## 関連情報
- 早稲田大学
- スペイン語会話